# Euptychia eremita
Euptychia eremita är en fjärilsart som beskrevs av Gustav Weymer 1911. Euptychia eremita ingår i släktet Euptychia och familjen praktfjärilar. Inga underarter finns listade i Catalogue of Life.